# Lilium wenshanense
Die Einteilung der Lebewesen in Systematiken ist kontinuierlicher Gegenstand der Forschung. So existieren neben- und nacheinander verschiedene systematische Klassifikationen. 
Das hier behandelte Taxon ist durch neue Forschungen obsolet geworden oder ist aus anderen Gründen nicht Teil der in der deutschsprachigen Wikipedia dargestellten Systematik.

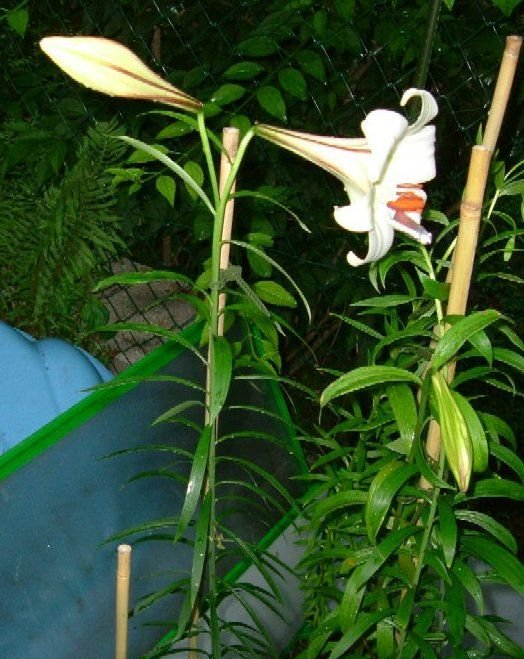
Lilium wenshanense, jetzt Lilium brownii

Lilium wenshanense (chinesisch 文山百合, Pinyin Wenshān bǎihé) war der Name für eine 1990 erstbeschriebene Art aus der Gattung der Lilien (Lilium). Die Art wurde 2014 mit Lilium brownii synonymisiert.

## Beschreibung
Lilium wenshanense erreicht eine Wuchshöhe von 120 bis 180 cm. Der Stängel ist grau-weiß und glatt. Die frei um den Stängel angeordneten Laubblätter sind lanzettförmig oder sehr schmal-eiförmig, zwischen 9 und 10 cm lang und 1 bis 1,2 cm breit. Sie sind unbehaart, drei bis fünf-nervig und am Rand papillös.
Die Pflanze blüht von Juni bis Juli mit einer einzelnen oder zwei bis sieben trompetenförmigen Blüten in einer Rispe. Die zwittrigen Blüten sind dreizählig. Die sechs Blütenhüllblätter (Tepalen) sind an der Spitze rückwärtsgerollt und circa 18 cm lang und 2,5 cm breit. Die inneren Tepale sind spatelförmig und mit bis zu 3 cm etwas breiter, die äußeren lanzettförmig. Die Grundfarbe der Blüten ist reinweiß, an der Außenseite zum Schlund hin gelblich-grün überlaufen mit braunen Mittelvenen. Die Antheren sind etwa 1 cm lang und tragen gelbe Pollen; die Filamente sind etwa 13 cm lang und an der Basis dicht filzig. Die Samen reifen von August bis September in zylindrischen Samenkapseln heran.
Die Zwiebeln sind oval und erreichen einen Durchmesser von 2,5 bis 4 cm; sie sind weiß und deutlich segmentiert.

## Verbreitung
Lilium wenshanense findet sich auf feuchten Wiesen in Höhenlagen zwischen 1000 und 2000 m.
Die Verbreitung der Art ist stark endemisch und auf den Autonomen Bezirk Wenshan in der chinesischen Provinz Yunnan beschränkt.

## Taxonomie
Lilium wenshanense wurde 1990 durch Long Jin Peng und Fuxiu Li beschrieben. 2014 wurde sie dann mit Lilium brownii synonymisiert.